# Malassezia
Malassezia ist eine Gattung der Klasse der Malasseziomycetes und gehört zu den Brandpilzen im weiteren Sinn. Derzeit werden dreizehn Arten anerkannt. Alle Arten zählen zur normalen Hautflora warmblütiger Tierarten, darunter auch des Menschen, und leben meist von Fetten. Unter bestimmten Bedingungen können sie auch krankheitserregend werden.
Die Gattung Malassezia ist benannt nach dem französischen Arzt, Anatomen, Histologen und Physiologen Louis-Charles Malassez (1842–1909).

## Merkmale
Alle Vertreter der Gattung Malassezia sind zoophile und zudem, bis auf eine Ausnahme, Malassezia pachydermatis, lipophile Hefen. Sie kommen auf der Haut von domestizierten und Wildtieren, insbesondere auf Menschen, Hunden und Katzen vor. Hierbei wird meist die Haut besiedelt, zudem auch der äußere Gehörgang.
Malassezia-Kolonien in fettangereicherten Kulturen wie dem modifizierten Dixon-Agar sind klein, cremefarben bis gelblich, ihre Oberfläche ist glatt bis schwach faltig und matt oder schimmernd, der Rand ganz bis gelappt.
Sexuelle Stadien sind bisher unbekannt. Das Hefestadium vermehrt sich asexuell durch einseitige (unipolare) Knospung. Die Tochterzellen können auch verbunden bleiben und kleine, sympodial verzweigte Systeme bilden. Die Hefe-Zellen sind rundlich, eiförmig oder zylindrisch und 1,5×6 µm bis 3,5×8 µm groß. Die Zellwand ist dick (etwa 0,12 µm) und besteht aus mehreren, aufgrund der Einstülpung der Zellmembran miteinander verzahnten Lagen. Während der Knospung sind Malassezien flaschenförmig. Die durch die Ablösung der Knospe gebildete Narbe ist deutlich kragenförmig.
Auf Anfärbung mit Diazonium Blau B reagieren Malassezia positiv, Harnstoff wird hydrolysiert.
Das Genom ist mit etwa 10 MB sehr klein.

## Lebensweise
Alle Arten zählen zur normalen Hautflora warmblütiger Tierarten, darunter auch des Menschen. Malassezia sind lipophile Hefen, sie können also aus Fetten Kohlenstoff gewinnen, die Mehrheit der Arten sind für ihr Wachstum sogar auf Fette angewiesen. Fermentation findet nicht statt.

## Pathologie
Malassezien gelten als Kommensalen und werden über Wechselwirkungen mit dem Immunsystem reguliert. Voraussetzung für eine schädigende Wirkung ist die Anheftung (Adhärenz) an die Keratinozyten. Diese führt zur Freisetzung von Zytokinen, Chemokinen und antimikrobiellen Peptiden. Letztere wirken im Krankheitszustand immunstimulierend. Dabei können sie Mechanismen der angeborenen Immunität, der zellvermittelte Immunität und eine Antikörperbildung auslösen, aber auch Überempfindlichkeitsreaktionen. Letzteres kann zu einer Hautentzündung (Dermatitis) mit Juckreiz führen. Die Malassezien-Antigene reagieren mit Keratinozyt, Langerhans-Zellen und antigenpräsentierenden Zellen, was zu einer Aktivierung von T-Zellen führt. Der Organismus produziert lebenslang Antikörper gegen Malassezien, vermutlich schützen sie den Körper jedoch nicht, sondern verstärken im Krankheitsfall die Entzündungsreaktion.

### Menschen

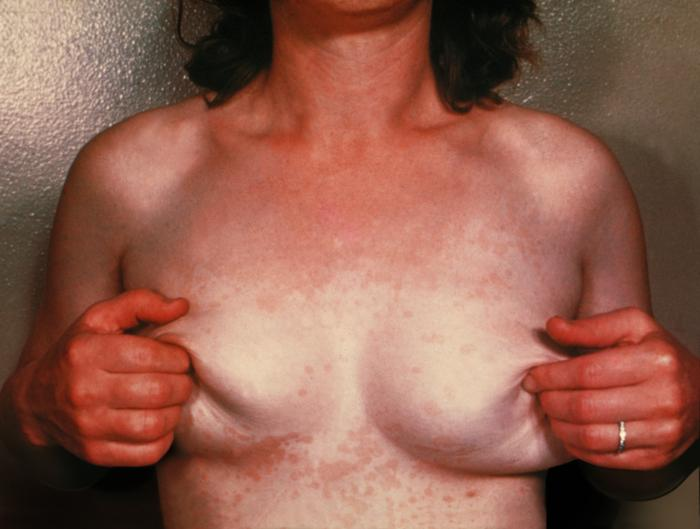
Patientin mit Pityriasis versicolor

Unter bestimmten Bedingungen können die Arten zu Krankheitserregern werden. Für den Menschen spielt hier insbesondere Malassezia furfur eine Rolle, der Auslöser von Pityriasis versicolor. Zudem kann der Befall Seborrhö, Follikulitis und auch systemische Infektionen auslösen.
Die Besiedlung der Nasenschleimhaut und der Mundhöhle kann eine chronische Rhinosinusitis verursachen. Die Besiedlung der Lunge wird oft bei Mukoviszidose sowie bei Bronchiektasen und in schweren Fällen von Asthma bronchiale und chronisch obstruktiver Lungenerkrankung nachgewiesen.
Eine Malassezia-Besiedlung des Darms erstreckt sich häufig auch auf das Pankreas. Neue Ergebnisse zeigen, dass durch Malassezia das Wachstum von gewissen Pankreaskarzinomen beschleunigt wird.

### Tiere
Bei Hunden löst Malassezia pachydermatis die Malassezien-Dermatitis des Hundes aus.

## Systematik
Die Gattung wurde 1889 von Henri Ernest Baillon anhand der bereits 1853 durch Charles-Philippe Robin als Microsporon furfur erstbeschriebenen Typusart Malassezia furfur erstmals beschrieben. Der erste Nachweis bei einem Tier gelang Weidmann 1925 von der Haut eines Nashorns. In den 1950er Jahren wurden sie im Gehörgang von Hunden und Katzen nachgewiesen. Die Erstbeschreibung der Malassezien-Dermatitis erfolgte 1975. Der Name „Malassezia“ ehrt Louis-Charles Malassez. Die Ordnung wurde 1980 durch Royall T. Moore erstbeschrieben.
Durch molekulargenetische Studien wurde erkannt, dass die Gattung Malassezia zu den Brandpilzen im weiteren Sinn gehört, deren Arten ansonsten sämtlich Pflanzenpathogene sind, und wurde hier zunächst zur Klasse der Exobasidiomycetes gestellt. Die Malasseziales sind nah mit den Microstromatales verwandt, dessen Schwestertaxon sie bilden. Eine neuere genetische Studie stellt die Ordnung der Malasseziales in eine eigene Klasse, die Malasseziomycetes, die wiederum nur die Gattung Malassezia enthält und ist damit monotypisch. Bis 1996 waren nur wenige Arten bekannt, durch molekulargenetische Arbeiten der Teams um Eveline Guého und Takashi Sugita stellte sich jedoch heraus, dass die morphologische Erscheinung der einzelnen Arten allein kein hinreichendes Unterscheidungsmerkmal war und dass die bisher bekannten Arten in weitere zu unterteilen waren. Zurzeit werden in der Gattung Malassezia 18 Arten gezählt, von denen 12 bei Tieren vorkommen. Zu den Arten gehören:
- Malassezia caprae
- Malassezia cuniculi
- Malassezia brasiliensis
- Malassezia dermatis
- Malassezia equina
- Malassezia furfur
- Malassezia globosa
- Malassezia japonica
- Malassezia nana
- Malassezia obtusa
- Malassezia pachydermatis (wichtigster Erreger der Malassezien-Dermatitis des Hundes, häufigster Vertreter auch bei Katzen)
- Malassezia psittaci
- Malassezia restricta
- Malassezia slooffiae
- Malassezia sympodialis[11]
- Malassezia vespertilionis
- Malassezia yamatoensis

Zeitweise wurden die Arten in die Gattung Pityrosporum gestellt, dieser heute synonyme Name verweist auf die verbundenen Hautkrankheiten (Pityriasis).

## Nachweis
- E. Guého, G. Midgley, J. Guillot: The genus Malassezia with description of four new species. In: Antonie van Leeuwenhoek. Band 69, Nr. 4, Mai 1996, S. 337–355, doi:10.1007/BF00399623 (englisch).